# 27532 Buchwald-Wright
27532 Buchwald-Wright este o planetă minoră (asteroid), cu un diametru de 6,066 km, din centura de asteroizi. A fost descoperită pe 26 aprilie 2000 la Stația Anderson Mesa de Lowell Observatory Near-Earth-Object Search. 
Obiectul prezintă o orbită caracterizată de o semiaxă mare de 2,8400023 UAi, o excentricitate de 0,15, o înclinație de 8,15963 ° în raport cu ecliptica.